# Ajant
Ajant (Starogrčki: Αἴας,) je bio starogrčki mitološki junak koji se borio u Trojanskom ratu. Bio je sin od Telamona, kralja Salamine, i najade Peribeje. Kako bi ga se razlikovalo od drugog Ajanta, imao je nadimke Telamonski Ajant i Ajant Veliki. Ajant je bio unuk kralja otoka Egine, Eaka, te je tako bio u srodstvu s Ahilejem.

## Izgled i vještine
U Homerovoj Ilijadi opisan je kao kolosalan čovjek, visokog stasa, najjači od svih Ahejaca (Grka). Bio je na obuci kod kentaura Hirona gdje je stekao svoje vještine. U njegovom opisu još ga krase epiteti jakog, moćnog i neustrašivog ratnika koji je imao visoku borbenu inteligenciju. Kod Hirona je u isto vrijeme bio i Ahilej.
Nakon Ahileja, Ajant je najveći i najbolji Agamemnonov ratnik u grčkom taboru. Iako nije bio lukav kao Odisej, krasila ga je iznimna inteligencija. Zapovjedao je svojom vojskom te je uvijek išao ispred noseći svoj ogromni štit koji je bio napravljen od sedam kravljih koža prekrivenih broncom. Vrijedno je spomenuti da Ajant nije ranjen nijednom u deset godina rata te za razliku od ostalih grčkih i trojanskih junaka nije imao pomoć olimpskih bogova tijekom bitke, već se oslanjao na svoju vještinu.

## Trojanski rat
Kako je već spomenuto, Ajant je bio hrabar i inteligentan ratnik što se osobito vidi u dvije borbe koje je vodio s trojanskim princom Hektorom. Kako se spominje u sedmoj Homerovoj knjizi, za borbu s Hektorom odlučivalo se ždrijebom, a on je odlučio da će u borbu Ajant. Dvoboj je trajao čitav dan. Ajant je bolje "otvorio" susret te Hektora ranjava kopljem u nogu. Kasnije ga ruši ogromnim kamenom, ali glasnici prekidaju dvoboj koji završava neodlučeno prema Zeusovoj volji, iako je Ajant bio bolji. Na kraju dvoboja oni razmjenjuju darove, Ajant Hektoru daje svoj ljubičasti pojas, a Hektor Ajantu mač. Drugi sukob izbija kada Hektor s vojskom uskoči među grčke brodove pokušavajući ih spaliti. Ajant na Hektora baca golemu stijenu koja ga je gotovo ubila. Hektor se povlači, ali mu Apolon vraća snagu te on ponovno kreće u napad na grčke brodove.
Dalje, Ilijada govori, da je Ajant skakao s broda na brod i sam vlastoručno odbijao Trojance te tako spasio brodove. Hektor u žaru borbe uspijeva razoružati Ajanta, a Ajant se povlači uvidjevši da Zeus očito favorizira trojanskog princa. Trojanci gotovo uspijevaju spaliti grčke brodove. Tijekom borbe Ajant ubija frigijskog kraljevića Porkisa, kao i ostale mnoge Trojance. Ajant se često borio u paru sa svojim bratom Teucerom koji je odlično baratao lukom i strijelom, skrivajući se iza Ajantovog velikog štita. Tijekom svih ovoh borbi na strani Grka nije bilo Ahileja, koji se posvađao s Agamemnonom te se nije htio boriti. Ajant i Odisej jednom prilikom pokušavaju nagovoriti Ahileja da se vrati, ali bezuspješno.
Kada je ubijen Patroklo, Hektor pokušava ukrasti njegovo tijelo. U tome ga sprječava Ajant, zajedno s Menelajem. Oni odbijaju Trojance i vraćaju Patroklovo tijelo natrag u tabor. No, Trojanci su s Patrokla uspjeli skinuti Ahilejeve stvari.
Ahilej se u boj vraća bijesan i ubija Hektora, Troja ubrzo pada zahvaljujući Odisejevoj lukavosti i maloj pomoći bogova. Ajant je u toj jednoj noći uspio ubiti 28 trojanskih junaka.

## Smrt
Tijekom opsade Troje, Ahilej je ubijen jer ga je trojanski kraljević Paris, uz Apolonovu pomoć, pogodio u jedino ranjivo mjesto, petu. Ajant i Odisej brane Ahilejevo tijelo dok ga Trojanci probaju ukrasti. Ajant odbija i ubija mnogo Trojanaca, dok Odisej odvlači Ahilejevo tijelo. Poslije kada je Troja opljačkana i spaljena, vodi se borba oko Ahilejevih stvari koje su željeli i Ajant i Odisej. Ajant govori da je on zaslužio Ahilejeve stvari jer se u više navrata pokazao najboljim grčkim ratnikom te je spasio brodove od Hektora.  Međutim, pošto je Odisej bio lukaviji i rječitiji, vijeće odlučuje da Ahilejeve stvari pripadnu Odiseju. Ajant, shrvan od tuge, pada na vlastiti mač te tako umire.

## Ajant u kasnijoj kulturi
Nadahnuo je mnoge umjetnike te mu je Sofoklo posvetio dramu, legenda govori da je od njegove krvi nastao cvijet hijacint. Njegov pepeo pohranjen je u urni koja se nalazi na rtu Rhoetan na ulazu u Helespont. Zaštitinik je otoka Salamine gdje ima i svoj hram, a jedan festival nosi ime po njemu Ajantea. U Ateni je slavljen kao junak, a njemu u čast ondje ima i kip. Pleme Ajantis dobilo je po njemu ime. Prema putopiscu Pauzaniju na obali Egejskog mora u blizini Sigeona pronađen je veliki kostur čiji je iver bio promjera 13 cm. Ti posmrtni ostaci indetificirani su kao Ajant Veliki. 

## Vanjske poveznice
- Metmorfoze, knjiga 13.
- Arheološka mjesta vezana uz Ajanta